# ダウン・ホーム (ズート・シムズのアルバム)
| 専門評論家によるレビュー  | 専門評論家によるレビュー |
| レビュー・スコア          | レビュー・スコア         |
| 出典                      | 評価                     |
| ------------------------- | ------------------------ |
| AllMusic                  | [ 1 ]                    |
| Billboard                 | [ 2 ]                    |
| The Penguin Guide to Jazz | [ 3 ]                    |

『ダウン・ホーム』（Down Home）は、アメリカ合衆国のジャズ・テナー・サクソフォーン奏者ズート・シムズのアルバム。

## 評価
『ビルボード』誌は、本作を「尋常ではないアルバム (unusual album)」と評し、シムズが「その即興技法を、いくつもの本物の古い楽曲で発揮している (applied his improvisational skill to a number of real oldies)」と述べた。同誌はシングルもレビューしており、「オールスターのリズム・セクション (all-star rhythm section)」に注目し、総じてこれらのシングルが「ジャズのジュークボックスには完璧 (perfect for jazz jukeboxes)」だと評した。『ダウン・ビート』誌は、本作を「シムズのスウィングする力を見せつける傑作 (a marvellous example of Sims' ability to swing)」と評した。
スコット・ヤナウは、オールミュージック (AllMusic) で、本作について「楽しく、常にスウィングしている (enjoyable and consistently swinging)」と述べ、本作が「偉大なピアニスト、デイブ・マッケンナの初期を垣間見ることができる (gives one a look at the great pianist Dave McKenna in his early days)」とも記している最も極初期のデイブ・マッケンナの演奏はジーン クルーパ カルテットでの演奏で1956-1957年頃から聞ける。例 Hey Here’ｓ Gene Krupa Verve MGV-8300等
『The Penguin Guide to Jazz』は、「ズートの古典的な演奏で、サックスはかつてなくハードにスウィングし、マッケンナは彼らしい特徴的な全力でのサポートを見せている (a classic Zoot date, with the saxophonist swinging as hard as ever and McKenna offering his characteristic full-blooded support)」と紹介している。

## 収録曲
オリジナルのLP盤は8曲目までの収録であり、1980年代発売のCDも同様であるが、1990年代以降に発売されたCDでは、9曲目以降に別テイクが追加収録されている。
| #   | タイトル                                                                                 | 作詞・作曲                                                 | 時間 |
| --- | ---------------------------------------------------------------------------------------- | ---------------------------------------------------------- | ---- |
| 1.  | 「ジャイヴ・アット・ファイヴ - "Jive at Five"」                                          | カウント・ベイシー、ハリー・“スウィーツ”・エディソン       | 5:18 |
| 2.  | 「ドッギン・アラウンド - "Doggin' Around"」                                              | エドガー・バトル、レイ・エバンズ                           | 4:39 |
| 3.  | 「アヴァロン - "Avalon"」                                                                | バディ・デシルヴァ、アル・ジョルスン、ヴィンセント・ローズ | 4:29 |
| 4.  | 「アイ・クライド・フォー・ユー - "I Cried for You"」                                     | ガス・アーンハイム、アーサー・フリード、エイブ・ライマン   | 6:50 |
| 5.  | 「ビル・ベイリー - "Bill Bailey"」                                                       | ヒューイ・キャノン                                         | 5:17 |
| 6.  | 「グッドナイト・スウィートハート - "Goodnight, Sweetheart"」                             | ジミー・キャンベル、レグ・コネリー、レイ・ノーブル         | 4:22 |
| 7.  | 「ゼアル・ビー・サム・チェインジズ・メイド - "There'll Be Some Changes Made"」           | ビリー・ヒギンズ、W・ベントン・オーヴァーストリート        | 5:24 |
| 8.  | 「アイヴ・ハード・ザット・ブルース・ビフォア - "I've Heard That Blues Before"」          | ズート・シムズ                                             | 5:26 |
| 9.  | 「ゼアル・ビー・サム・チェインジズ・メイド - "There'll Be Some Changes Made"」(別テイク) | ビリー・ヒギンズ、W・ベントン・オーヴァーストリート        | 6:46 |
| 10. | 「ジャイヴ・アット・ファイヴ - "Jive at Five"」(別テイク)                                | カウント・ベイシー、ハリー・“スウィーツ”・エディソン       | 6:17 |
| 11. | 「ドッギン・アラウンド - "Doggin' Around"」(別テイク)                                    | エドガー・バトル、レイ・エバンズ                           | 3:36 |
| 12. | 「アヴァロン - "Avalon"」(別テイク)                                                      | バディ・デシルヴァ、アル・ジョルスン、ヴィンセント・ローズ | 4:09 |
| 13. | 「グッドナイト・スウィートハート - "Goodnight Sweetheart"」(別テイク)                    | ジミー・キャンベル、レグ・コネリー、レイ・ノーブル         | 5:09 |
| 14. | 「ビル・ベイリー - "Bill Bailey"」(別テイク)                                             | ヒューイ・キャノン                                         | 5:02 |

## パーソネル
- ズート・シムズ - テナー・サクソフォーン
- デイブ・マッケンナ - ピアノ
- ジョージ・タッカー（英語版） - ダブルベース
- ダニー・リッチモンド - ドラムス